# Риго-Орловская железная дорога
Ри́го-Орло́вская желе́зная доро́га — казённая железная дорога в Российской империи. В управлении находились линии на территории Лифляндской, Витебской, Курляндской, Ковенской, Могилёвской, Смоленской, Орловской губерний. Дорога связывала центральные районы России с портами на Балтийском море — Ригой и Либавой.

## Предыстория

### Предпосылки создания
С развитием капитализма в России возрастала потребность как во внутренних перевозках, так и в экспортных. Переправка грузов за границу шла через порты на Балтике, куда они доставлялись речным путём и смешанными способами, что делало её достаточно дорогостоящей. Поэтому высшая власть приняла решение о сооружении сети железных дорог, которое курировало Главное управление путей сообщения и публичных зданий, возглавляемое с 1855 года генералом от инфантерии Константином Владимировичем Чевкиным.
Генерал-губернатор Риги (1848—1861), князь Александр Суворов в 1856 году представил императору Александру II докладную записку с обоснованием целесообразности проектирования железнодорожной магистрали от Риги до Динабурга, дабы избежать проблем с судоходством, возникающих на Западной Двине на участке от Якобштадта до Кокенсгаузена, на тот момент речной путь был основным связующим маршрутом для грузов для Рижского порта. Чевкин поставил на записке резолюцию: «…для России как для государства преимущественно земледельческого весьма важно по возможности удешевить доставку отпускаемого хлеба к балтийским портам».
23 января 1858 года Александр II утвердил Устав Общества Риго-Динабургской железной дороги. Строительные работы на первой в Прибалтике железной дороге начались 8 мая 1858 года, когда был заложен первый камень в здание первого Рижского вокзала. После молебна и водосвятия это сделал генерал-губернатор Риги Александр Суворов.

### Строительство линий
Для руководства строительством правительство Российской империи пригласило в Лифляндию английских инженеров, заказав первые рельсы и оборудование британской Weardale Iron Company. Строительство было разделено на 4 участка: инженер Хонингс отвечал за дистанцию от Риги до 40-й версты (примерно 43-й километр); далее до 94-й версты строил инженер Вильямс; до 145-й версты — Биддер; и за последний участок отвечал Хуттон.
В 1858—1861 годах обществом Рижско-Динабургской железной дороги была построена линия Рига — Динабург, протяжённостью 217 км. Движение официально было открыто 25 сентября 1861 года.
В 1866 году была открыта линия от Динабурга до Витебска, в 1868 году линия от Витебска до Орла. Затем построены линии:
- Торенсберг — Митава — Муравьёво (1868—1873 гг.) Рижско-Митавской ж. д.,
- Рига — Больдераа (1872 г.)[8] Риго-Больдерааской ж. д.,
- Зассенгоф — Туккум (1877 г.) Риго-Туккумской ж. д.,
- Витебск — Орша — Могилёв — Жлобин (1902)[9][10][11] Витебско-Жлобинской ж. д.

## История

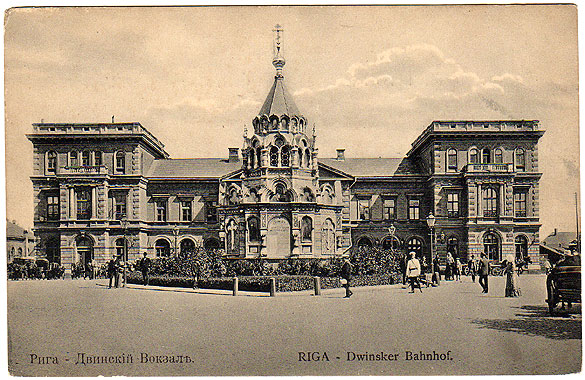
Динабургский вокзал в Риге

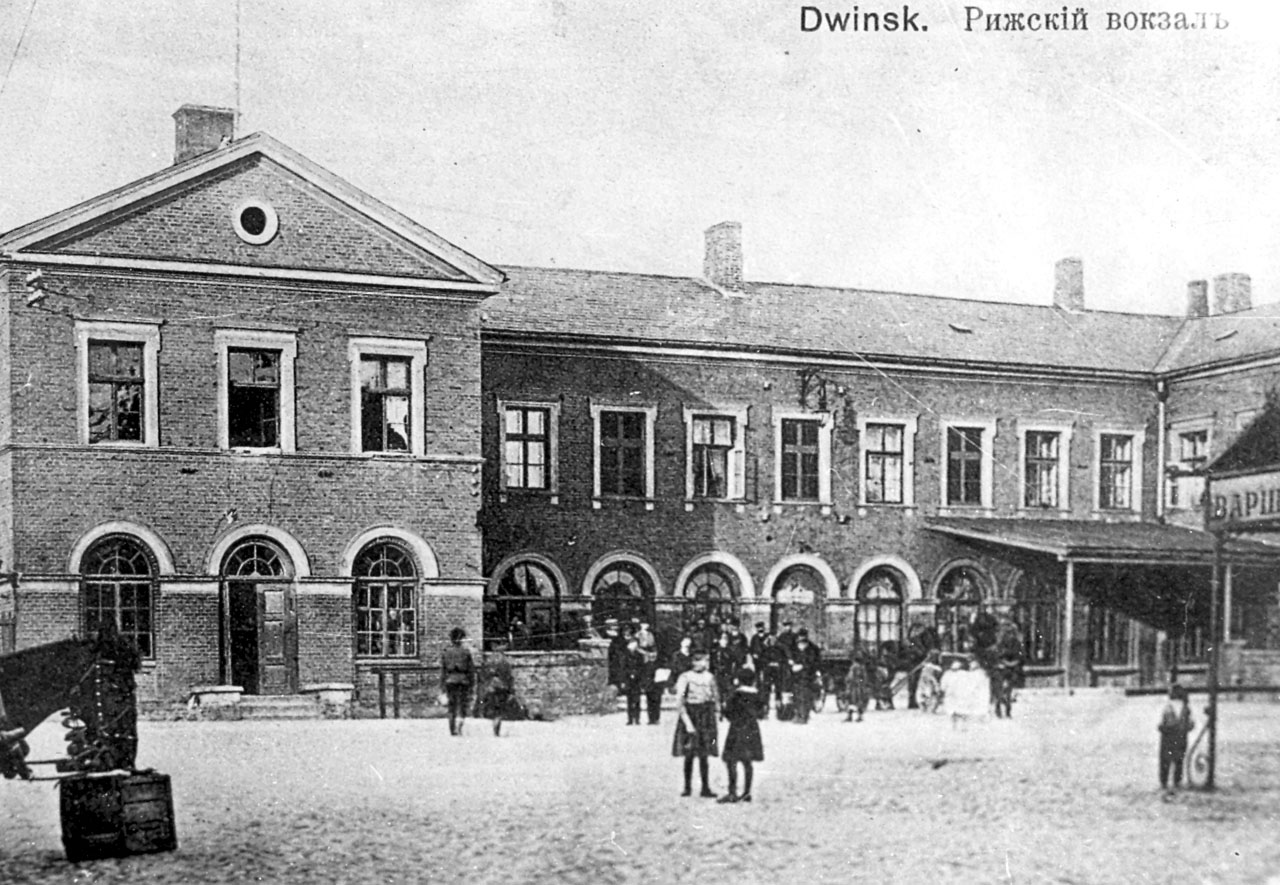
Рижский вокзал в Двинске

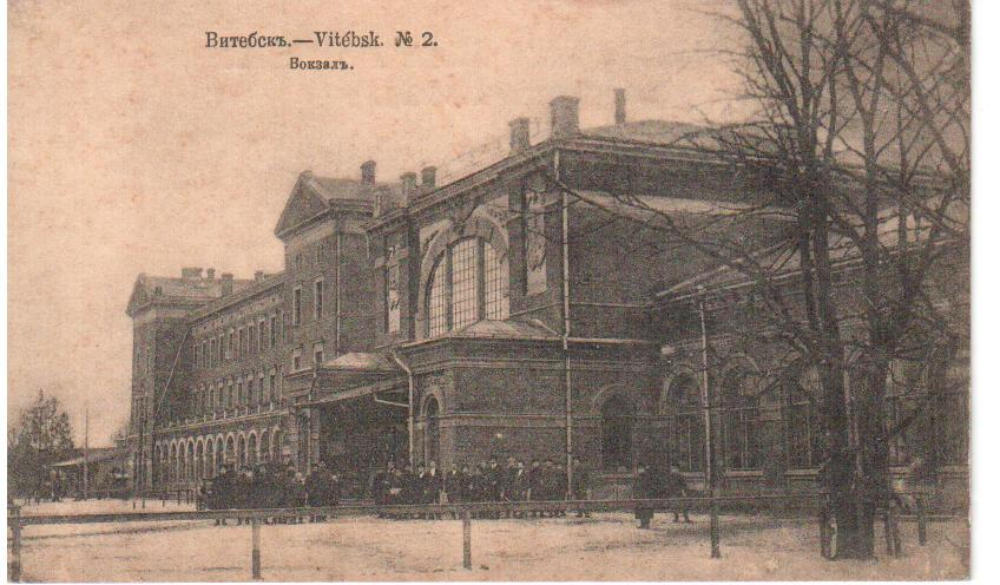
Вокзал в Витебске. Около 1904—1917 гг.

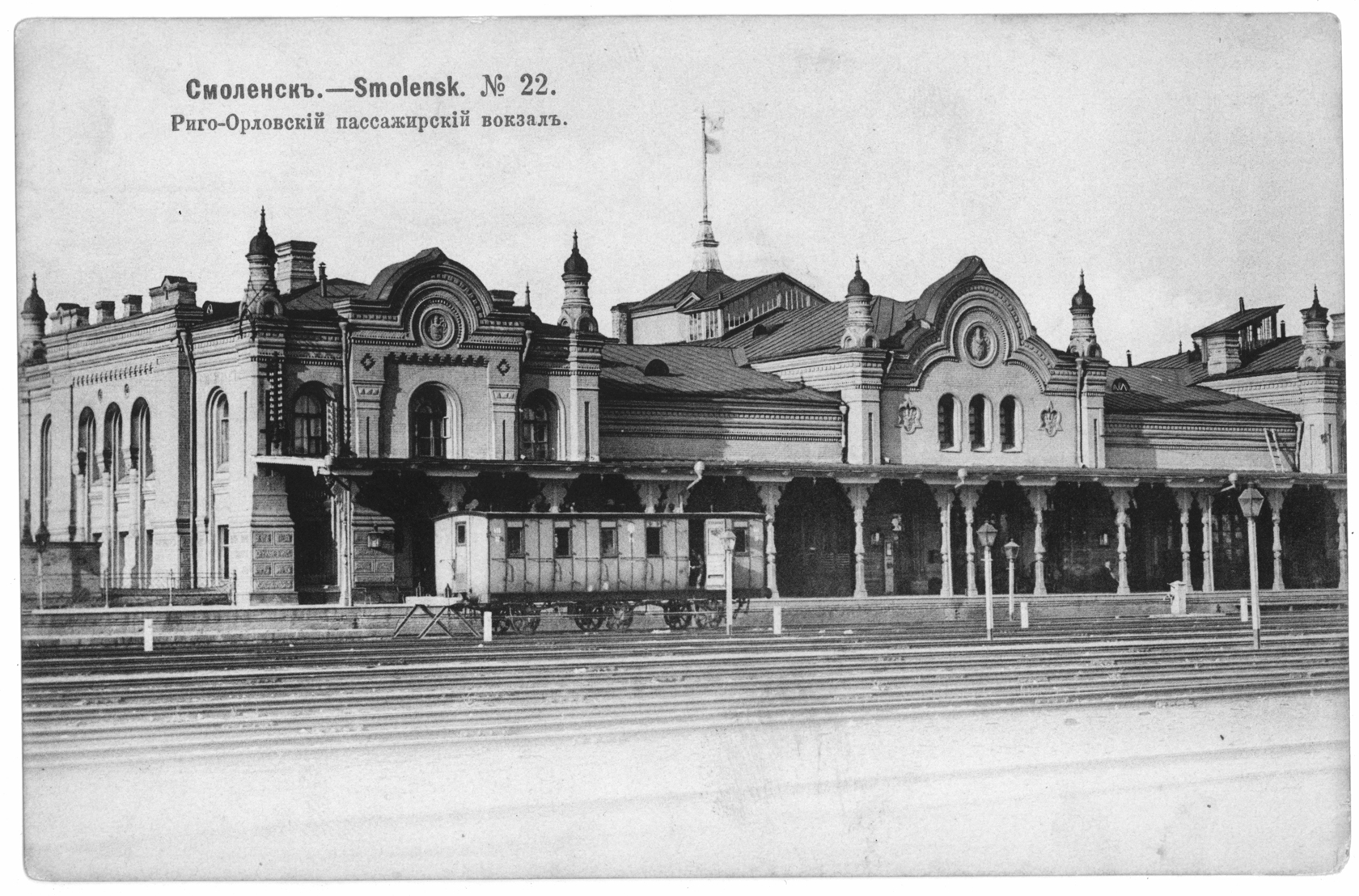
Вокзал в Смоленске

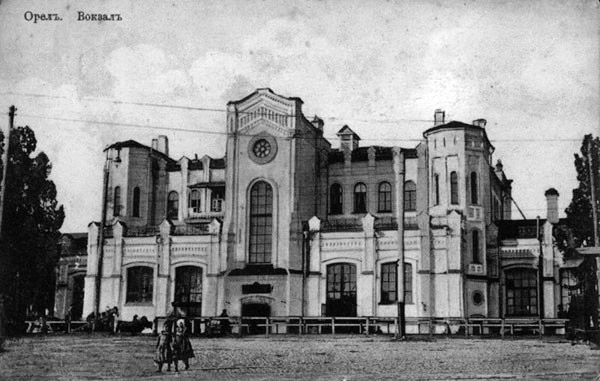
Вокзал в Орле

Дорога была образована в 1895 году при слиянии Риго-Двинской, Двинско-Витебской, Орловско-Витебской железных дорог. Эта казённая железная дорога шла по Лифляндской, Витебской, Курляндской, Ковенской, Могилевской, Смоленской и Орловской губерниям России, связывая центральную часть страны с портами Риги и Либавы для экспортных поставок хлебных грузов и лесоматериалов.
Управление дороги находилось в Риге. В 1911 году для него было построено здание в стиле неоклассицизма на улице Гоголя, 3, по проекту архитектора Андрея Владимировича Верховского. Место для строительства было выбрано рядом с фасадом Рижского железнодорожного вокзала, до Первой мировой войны обращённым на ту же улицу (ныне улица Эмилии Беньямин). Перед вокзалом находилась площадь с остановками нескольких трамвайных маршрутов и стоянкой для пролёток.
На 1909 год дорога была двухколейной, кроме участка Смоленск-Брянск.
Протяжённость дороги на 1913 год составляла 1460 вёрст (в том числе 739 — двухколейный путь), или 1558 км.
Дорога имела общую станцию в Смоленске с Рязано-Уральской дорогой.
В мае 1918 года часть линий Риго-Орловской железной дороги была передана в НКПС, а другая — отошла прибалтийским государствам. Перевозка грузов в Прибалтике резко сократилась, поэтому часть здания предоставили в распоряжение Латвийской академии художеств, размещавшейся в нём с 1920 по 1940 год. После включения республики в состав СССР в здании размещалось Управление Прибалтийской железной дороги.
После 1945 года все линии вошли в общегосударственную сеть железных дорог СССР. По состоянию на 2006 год основные линии дороги входили в Белорусскую железную дорогу, Московскую железную дорогу, железные дороги Латвии.

## Перевозки
Дорога осуществляла крупные экспортные перевозки грузов, в основном хлебных со станций: Орёл, Нарышкино, Хотынец; а также лесных материалов со станций: Жуковка, Акуличи, Людинка, Брянск. Значительный грузопоток по направлению на порты дорога получала от Юго-Восточных железных дорог и от Рязано-Уральской железной дороги.
Дорога обеспечивала работой Рижский, Либавский и Виндавский порты, к 1897 году достигнув перевозки почти 4,5 миллиона пассажиров, почти 40 тонн товаров большой скорости (включая багаж) и около 5 тыс. тонн грузов малой скорости.

## Инфраструктура
Подвижной состав дороги составлял 515 паровозов, 13864 товарных вагона, 819 пассажирских вагонов.
Дороге принадлежали железнодорожные мастерские в Риге, Двинске, Рославле, Орле, Могилёве, Полоцке, Витебске, Смоленске, а также шпалопропиточный завод и складские помещения на станциях Рига, Двинск, Рославль, Витебск.
Дорога обеспечивала заказами на вагоны крупнейший завод начала XX века, «Руссо-Балт».

## Благотворительность
В 1902 году служащие Риго-Орловской железной дороги собрали 2 тысячи рублей на премию железнодорожному врачу А. Вырубову за лучший научный труд в области медицины и гигиены.